# Zmienna przepływność
Zmienna przepływność, VBR (od ang. variable bit rate) – zróżnicowanie ilości danych wyjściowych w kodeku przypadających na poszczególne segmenty czasowe w zależności od złożoności danych wejściowych w tych segmentach. 
Celem takiej metody kompresji danych jest utrzymanie stałej jakości sygnału wyjściowego, nie zaś stałej ilości danych przypadających na daną jednostkę czasu. Technika VBR jest preferowana w przypadku przechowywania danych multimedialnych ze względu na bardziej efektywne wykorzystanie dostępnej przestrzeni pamięci masowej – więcej miejsca przeznaczane jest na bardziej skomplikowane segmenty, mniej zaś na segmenty zawierające dane o mniejszej złożoności. Zmienna przepływność zastosowana w kompresji i dekompresji komplikuje oprogramowanie, lecz pozwala na otrzymanie lepszej jakość materiałów przy tej samej wielkości pliku.
Technika zmiennej przepływności wykorzystywana jest w niektórych kodekach wideo (np. DivX) i audio (np. Vorbis). Część kodeków, w tym MP3, umożliwia kompresowanie z użyciem techniki zarówno stałej, jak i zmiennej przepływności.